# 剁椒鱼头

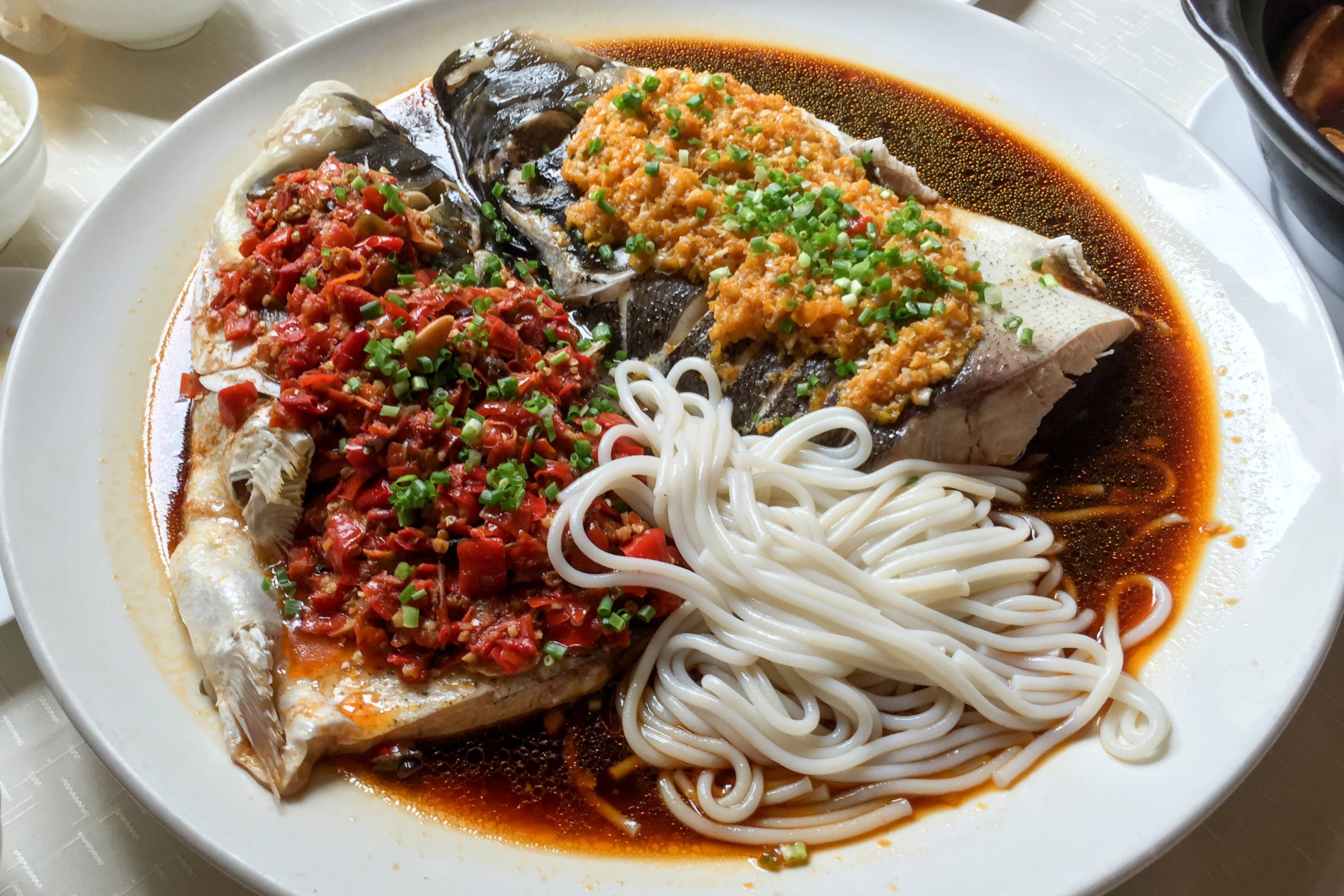
使用红剁椒和黄剁椒的剁椒鱼头

剁椒魚頭，是中國八大菜系之一——湘菜的代表菜色。該菜以大魚魚頭，輔以湖南特色調味料剁辣椒，一同蒸熟即可。剁椒魚頭味辣、偏鹹鮮，尤以湖南湘潭所作最為出名。菜品色泽红亮、味浓、肉质细嫩。肥而不腻、口感软糯、鲜辣适口

## 來歷
據傳清朝年間，数学家黄宗宪途经湖南借住於一农户家中。農夫的妻子將魚放鹽煮湯，再将剁辣椒與魚肉同蒸。黃宗憲嘗后覺得味道異常鮮美，并在回家后讓自己的廚師仿製。於是剁椒魚頭由此而來。

## 外部連結
- 剁椒魚頭的製作方法 Archive.today的存檔，存档日期2013-04-28（简体中文）